# Хагер, Джейк
Дональд Дже́йкоб Ха́гер (англ. Donald Jacob Hager, род. 24 марта 1982, Фарго, Северная Дакота) — американский рестлер и боец смешанных боевых искусств. В настоящее время выступает в All Elite Wrestling под именем своим настоящим именем, а также в Bellator MMA.
Хагер учился в Университете Оклахомы, где занимался двумя видами спорта: американским футболом и борьбой. На втором курсе он полностью переключился на борьбу, а в 2006 году установил рекорд по количеству побед за сезон — 30 побед. После пробных выступлений Хагер подписал контракт с WWE в середине 2006 года, где он выступал под именем Джек Сваггер (англ. Jack Swagger). За время работы в WWE он стал двукратным чемпионом мира, по одному разу владея титулами чемпиона мира в тяжелом весе и чемпиона ECW, а также однократным чемпионом Соединенных Штатов. Он покинул компанию в 2017 году, решив заняться карьерой в смешанных единоборствах (ММА).
В 2017 году Хагер подписал контракт с Bellator MMA. Свой первый бой он провел 26 января 2019 года против Джей. У. Кизера на Bellator 214, где победил в первом раунде. В своем втором бою он встретился с Ти Джей Джонсом 11 мая 2019 года на Bellator 221, где снова победил удушающим приемом в первом раунде. В настоящее время он непобежден с рекордом 3-0 (1). Как рестлер, он продолжал работать с различными промоушенами до подписания контракта с AEW в 2019 году, в том числе в Lucha Underground под именем Джейк Стронг, где он стал последним чемпионом Lucha Underground.

## Карьера в реслинге

### All Elite Wrestling (2019—н.в.)
2 октября 2019 года Джек Хагер совершил свой дебют на первом еженедельном выпуске рестлинг-промоушена All Elite Wrestling — Dynamite, где в главном событии шоу пришёл на помощь чемпиону AEW Крису Джерико, а также команде LAX и Сэмми Геваре, помогая им расправиться с Ником и Мэттом Джексонами, а также Коди и Дастином Роудсом в схватке, которая последовала после поединка, завершающего шоу.

## Карьера в MMA
С 13 ноября 2017 года Хагер выступает в Bellator MMA в дивизионе тяжеловесов. 3 декабря 2018 года было объявлено, что он дебютирует против Дж. У. Кисера на Bellator 214. Хагер победил в матче, заставив противника сдаться в первом раунде (время 2:09). Во втором поединке против Ти Джея Джонса 11 мая 2019 года на Bellator 221. Хагер победил благодаря «треугольнику» в первом раунде, однако был освистан, поскольку не прекратил удушение даже после остановки боя и сигналов Джонса о невозможности продолжать бой.

### Статистика
| Боёв 2 | Побед 2 | Поражений 0 |
| ------ | ------- | ----------- |
| Сдачей | 2       | 0           |

| Результат | Рекорд | Соперник     | Способ                        | Турнир       | Дата           | Раунд | Время | Место                    | Примечание |
| --------- | ------ | ------------ | ----------------------------- | ------------ | -------------- | ----- | ----- | ------------------------ | ---------- |
| Победа    | 2-0    | Т. Дж. Джонс | Удушающий приём (треугольник) | Bellator 221 | 11 мая 2019    | 1     | 2:36  | Роузмонт, Иллинойс, США  |            |
| Победа    | 1-0    | Дж. У. Кисер | Удушающий приём (треугольник) | Bellator 214 | 26 января 2019 | 1     | 2:09  | Инглвуд, Калифорния, США |            |

## В рестлинге
- Завершающие приемы
  - Patriot Lock/Patriot Act (Ankle lock)[8][9] — 2010—н. в.
  - Пауэрбомба с выворотом кишок (англ. Gutwrench powerbomb)[10][11] — 2008—2013
  - Red, White and Blue Thunder Bomb (Spin-out powerbomb pin)[12][13] — 2006—2008
- Коронные приемы
  - Abdominal stretch[13][14]
  - Big boot[15][16]
  - Corner slingshot splash[10][17]
  - Float-Over DDT
  - Flying shoulder tackle to the front of the knee[18]
  - Различные варианты суплексов
    - Belly To Back
    - Belly To Belly
    - Double German
    - Release German
    - Wheelbarow Back

  - Oklahoma stampede[10][19]
  - Running knee lift[20]
  - Shoulder breaker[21][22]
  - Spinning double leg takedown[16][23]
- Прозвища
  - Всеамериканский американец (англ. The All-American American)[24]
  - Реальный американец (англ. The Real American)[25]

## Титулы и достижения
- Florida Championship Wrestling
  - FCW Florida Heavyweight Championship (1 раз)
  - FCW Southern Heavyweight Championship (1 раз)[26]
- Pro Wrestling Illustrated
  - PWI ставит его под № 12 в списке 500 лучших рестлеров 2009 года[27]
- World Wrestling Entertainment/WWE
  - Чемпион мира в тяжёлом весе (1 раз)[28]
  - Чемпион Соединённых Штатов WWE (1 раз)
  - Чемпион ECW (1 раз)[29]
  - Mr. Money in the Bank (2010)[30]